# Камышенка (приток Плющихи)
Камышенка — река в Октябрьском районе Новосибирска. Одна из 9 малых рек города. Длина — 4 км.

## Информация
Камышенка берёт начало на Ключ-Камышенском плато, возле Рябиновой улицы, течёт в юго-западном направлении вдоль жилмассива Энергостроителей, далее через Инюшенский парк, затем мимо «ЖК „Ключевой“», потом протекает под насыпью Западно-Сибирской железной дороги и Большевистской улицей, после чего выходит на поверхность, теряясь около карьера Борок.
Водородный показатель вод реки равен 8,2. В донных отложениях содержится значительное количество тяжёлых металлов (цинк — 48 мг/кг, медь — 6, никель — 9, свинец — 6). Воды очень загрязнены.